# イタリア館 (エプコット)
イタリア館（イタリア・パビリオン、Italy Pavilion）は、アメリカ合衆国フロリダ州のウォルト・ディズニー・ワールド・リゾートにあるディズニーパーク「エプコット」のワールド・ショーケースの一部である。パビリオンは、ドイツ館とアメリカン・アドベンチャー館の間に位置している。

## 配置
イタリア館は、ヴェネツィアのサンマルコ広場の鐘楼やドゥカーレ宮殿などを模した建築物などで構成されている。

## アトラクションとサービス

### レストラン
- トゥット・イタリア（Tutto Italia Ristorante）
- ビア・ナポリ（Via Napoli Pizzeria e Ristorante）: ピッツエリアタイプのレストラン。

### ショッピング
- イル・ベル・クリスタロ（Il Bel Cristallo）
- ラ・ボッテガ・イタリアーナ（La Bottega Italiana）
- Enoteca Castello
- La Gemma Elegante

### エンターテインメント
- Sbandieratori di Sansepolcro

### キャラクター・グリーティング
- ピノキオ（ピノキオ）